# تيري لوري
تيري لوري (بالفرنسية: Thierry Laurey)‏ (17 فبراير 1964 بتروا في فرنسا - ) هو مدرب كرة قدم ولاعب كرة قدم فرنسي في مركز الدفاع. شارك مع منتخب فرنسا لكرة القدم. أما مع النوادي، فقد لعب مع أولمبيك مارسيليا وباريس سان جيرمان ونادي سانت إتيان ونادي سوشو ونادي فالينسيان ونادي مونبلييه.

## روابط خارجية
- تيري لوري على موقع رابطة كرة القدم الفرنسية للمحترفين (الإنجليزية)
- تيري لوري على موقع قاعدة بيانات كرة القدم.إي يو (الإنجليزية)
- تيري لوري على موقع ليكيب (الفرنسية)
- تيري لوري على موقع ناشيونال فوتبول تيمز (الإنجليزية)
- تيري لوري على موقع Soccerbase.com (مدرب) (الإنجليزية)
- تيري لوري على موقع عالم كرة القدم.نت (الإنجليزية)